# 小行星6038
小行星6038（英語：6038）是一颗围绕太阳公转的小行星。1989年3月4日，罗伯特·H·麦克诺特在赛丁泉山发现了此天体。
这颗小行星的绝对星等为124.223749540182等。